# Богословский факультет Белградского университета
Правосла́вный богосло́вский факульте́т Белгра́дского университе́та (серб. Православни богословски факултет Универзитета у Београду, также кратко Белградский богословский факультет, серб. Белградски Богословски факултет) — структурное подразделение Белградского университета, готовящее специалистов в области православного богословия.

## История

### Создание
Идея создания высшего духовного учебного заведения Сербской Православной Церкви возникла ещё в 1860-е годы.
В 1892 году было выдвинуто предложение преобразовать столичную Духовную семинарию в факультет Высшей школы в Белграде. В 1899 году комиссия по преобразованию Белградской высшей школы и специальная церковная делегация достигли договорённости об открытии в будущем университете и богословского факультета. После этого Сербская Церковь осуществила реформу средних духовных учебных заведений, дабы их выпускники могли продолжать образование на богословском факультете.
Принятый в 1905 году закон о Белградском университете предусматривал и организацию богословского факультета в его составе, но из-за недостатка преподавателей и экономических трудностей, связанных с участием Сербии в балканских, а затем и первой мировой войнах, он открылся лишь осенью 1920 года. Первое заседание учёного совета факультета состоялось 6 сентября 1920 года. На заседании был избран декан факультета — профессор истории СПЦ протоиерей Стефан Димитриевич. Преподавание началось 15 декабря того же года.

### Деятельность в 1920-е — 1930-е годы
Первой основой научной работы стала библиотека факультета, начавшая работу сразу после основания самого факультета. Первая книга пополнила фонд 12 декабря 1920 года, когда в его фонде было уже 3075 публикаций. В начале своей деятельности библиотека в значительной степени опиралась на добровольные пожертвования. Так, от Фонда сербской церкви она получила 830 подшивок с книгами и журналами, а от католического епископа Берна Херцога комплект журналов Internationale Kirchliche Zeitschrift. Известен и дар госпожи Хенкинс, которая пожертвовала библиотеке 1000 долларов США и 200 фунтов стерлингов. Значительную помощь библиотеке оказали поступления из репараций после Первой мировой войны, а также фонды книг, приобретённые первым деканом протоиереем Стеваном Димитриевичем в Москве в 1923 году. В 1930 году в библиотеке насчитывалось 9700 наименований с 20 000 подшивок. Ко времени Второй мировой войны число экземпляров в фондах возросло до 13 000. С 1926 года началась издательская деятельность факультета, когда было начато издание богословского журнала «Богословље», который регулярно выходит и сегодня.

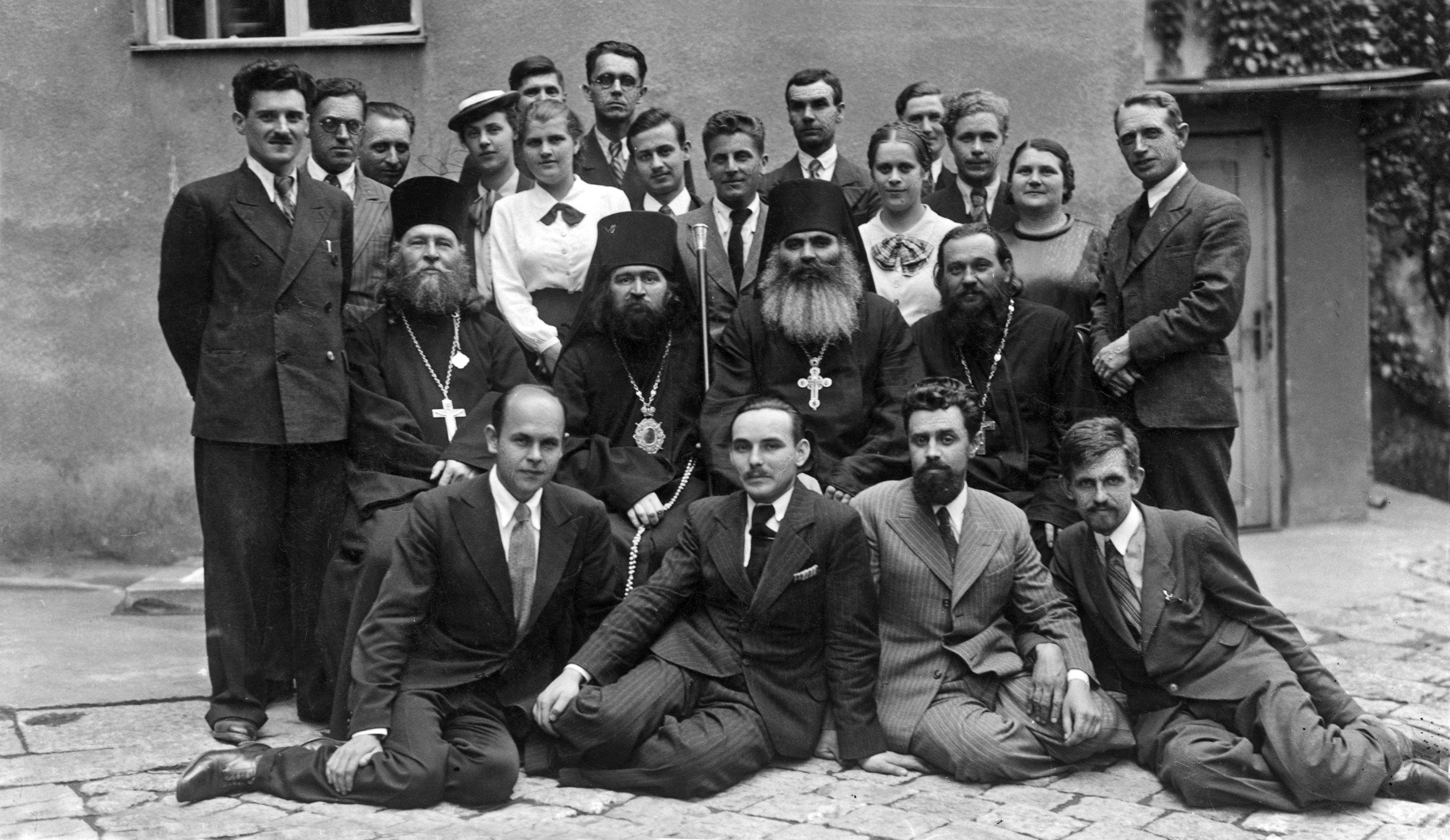
Новохиротонисанный епископ Иоанн (Максимович) (выпускник 1925 года) с группой духовенства и студентов Белградского богословского факультета. 1934 год.

В период между двумя мировыми войнами Православный богословский факультет в Белграде был одним из важных центров получения высшего богословского образования эмигрантами из бывшей Российской империи. В межвоенный период на этом факультете училось свыше 200 российских эмигрантов, из которых 69 удалось его окончить. В 1920-е годы они составляли подчас более половины общего количества студентов. В 1930-е годы число русских студентов снизилось, что отчасти связано с открытием Свято-Сергиевского института в Париже и православного богословского факультета Варшавского университета.
В первые годы существования факультет неоднократно менял место своего пребывания. Наконец стараниями Патриарха Гавриила было получено место для строительства Дома студентов по проекту проф. П. Анагностия, которое было осуществилось в 1940 году.
6 апреля 1941 года во время бомбардировки Белграда был разрушен дом студентов и библиотека богословского факультета. Учебный процесс был приостановлен. После войны факультет возобновил работу.

### Вывод из состава университета
В 1946 года начались попытки вывода Богословского факультета из состава Белградского университета, чему всячески пыталась противодействовать Сербская православная церковь.
Однако 15 февраля 1952 года правительство Народной Республики Сербии по предложению министра-председателя Совета по образованию, науке и культуре М. Митровича приняло решение об упразднении Богословского факультета как государственного учебного заведения, и уже на следующий день университетский совет образовал комиссию по ликвидации факультета. Хотя СПЦ приложила усилия к тому, чтобы факультет остался в составе университетата, но эти старания не увенчались успехом. Решение было проведено в жизнь 30 июня того же года. Факультет превратился в самостоятельное высшее учебное заведение Сербской Православной Церкви и именовался Богословский факультет Сербской православной церкви.
Все заботы о материальном обеспечении легли на Церковь. Но тяжелое материальное положение богословского факультета не повлияло на количество желающих учиться: в 1952/53 учебном году на факультете обучалось 240 студентов, из них 129 составляли вновь поступившие. В 1997/1998 учебном году на факультете учились 432 студента, из них — 84 студентки и 187 первокурсников.
С сентября 1995 года Белградский богословский факультет занимает новое здание на ул. Мия Ковачевича, 11б. Здесь располагаются церковь во имя апостола Иоанна Богослова и святителя Саввы Сербского, интернат и книжный магазин. В рамках факультета действуют шахматный клуб, факультетский хор и центр информатики.

### Возвращение в состав университета
9 января 2004 года, по предложению всех традиционных церквей и религиозных общин в Сербии и при поддержке 22 факультетов Белградского университета, Правительство Сербии приняло решение о упразднении решения Правительства Народной Республики Сербии № 62 от 15 февраля 1952 года, по которому Богословский факультет Сербской православной церкви был упразднён как государственной учреждение и выведен из состава Университета в Белграде. В связи с провозглашением этого решения утратившим силу, были аннулированы правовые последствия, действовавшие в течение более чем пятидесяти лет, и Православный богословский факультет Университета в Белграде снова занял своё место под эгидой Белградского университета.

## Награды
- Сретенский орден I степени (2021)[3]